# Karl Maximilian von Orff
Ne pas confondre avec Karl von Orff (1817-1895).
Pour les articles homonymes, voir Orff.
Karl Maximilian von Orff, né en 1828 et décédé en 1905 est un général de division bavarois actif dans différents domaines académiques : géodésie, mathématique et astronomie. Il est notamment l'auteur de plusieurs ouvrages sur la géodésie, concernant la détermination de la latitude de l'Observatoire royal de l'université de Munich. 
Il est admis à l'Académie bavaroise des sciences. Il est général d'infanterie de l'armée royale bavaroise de 1875 à 1890.
Le roi Maximilien II nomme Karl von Orff précepteur de ses fils Louis et Othon pour leur inculquer les bases de leur éducation militaire.
Son petit-fils, le compositeur Carl Orff (1895-1982) en parle comme de « la personnalité la plus importante de la famille ».